# Carsen Edwards

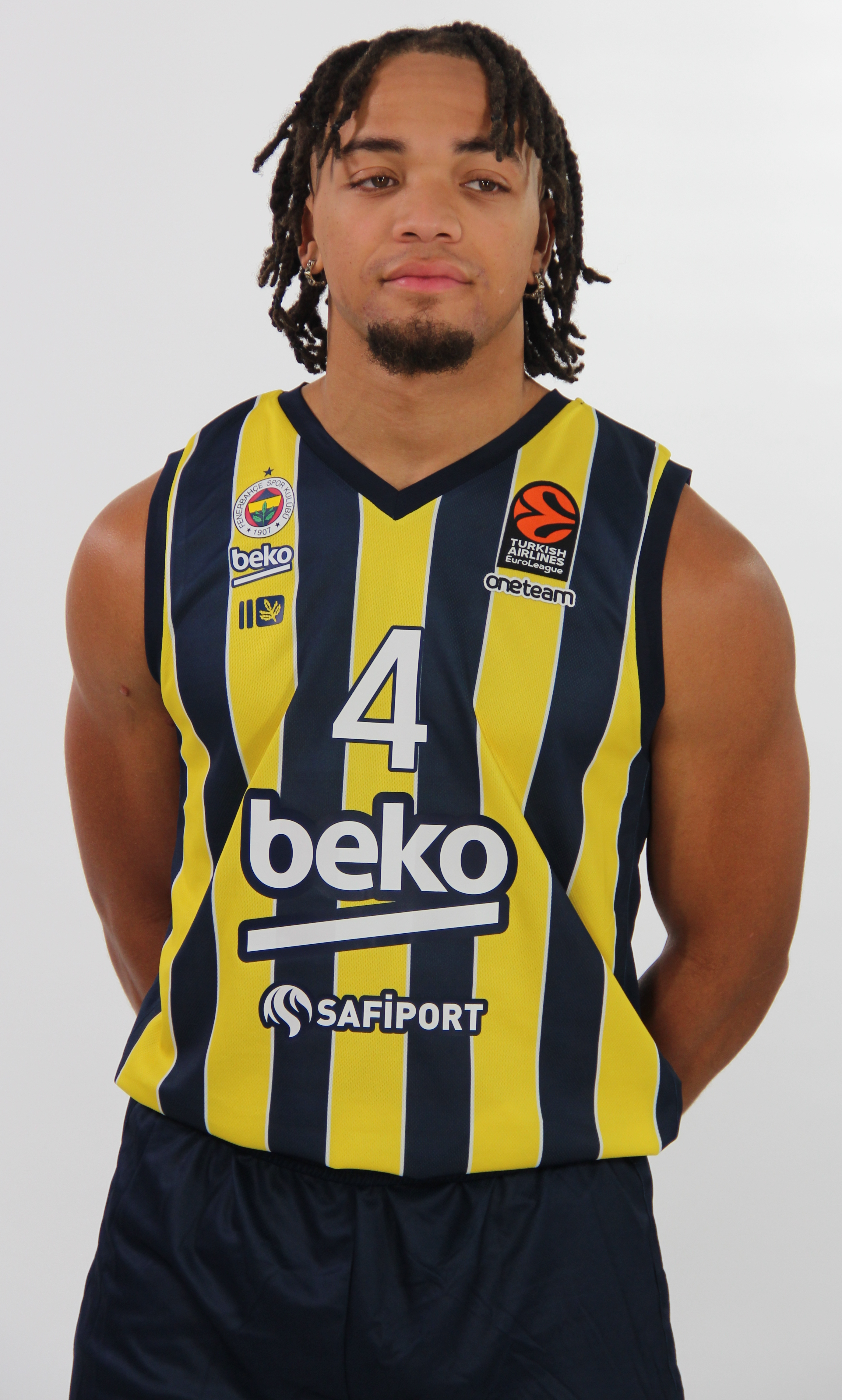
Carsen Edwards avec le Fenerbahçe SK en 2022

Carsen Cade Edwards, né le 12 mars 1998 à Houston dans le Texas, est un joueur américain de basket-ball évoluant aux postes de meneur et d'arrière.

## Jeunesse
Au lycée, Edwards joue au basket-ball, ainsi qu'au football américain, mais s’est concentré sur le premier sport en priorité. En première année au lycée, il obtient en moyenne 23,6 points, 4,9 passes décisives et 4,9 rebonds par match, tout en étant nommé joueur de l’année par le Houston Chronicle. Dans sa seconde année, Edwards mène son école avec des moyennes de 26,3 points, 5,1 passes décisives et 4,9 rebonds par match. Il rejoint alors l'université Purdue, jouant pour les Boilermakers.
Il contribue immédiatement en première année à Purdue, jouant les 35 matchs, dont 21 titularisations, avec une moyenne de 10,3 points ainsi que 2,6 rebonds et 1,8 passe décisive par match. Il est le seul étudiant de première année de la Big Ten Conference à terminer la saison 2016-2017 avec au moins 45 tirs à trois points réussis et 35 interceptions.
Au cours de sa deuxième année, Edwards marque 40 points, son record en carrière, dans une victoire 93-86 sur l’Illinois le 22 février 2018. Edwards obtient en moyenne 18,5 points, 3,8 rebonds et 2,8 passes décisives par match. Il est nommé à la First Team All-Big Ten et mène Purdue à une saison record de l’école de 30 victoires. Edwards reçoit également une reconnaissance nationale, remportant le Jerry West Award en tant que meilleur meneur universitaire. À la fin de la saison, il se déclare pour la draft 2018 de la NBA sans embaucher d’agent. Après avoir participé aux tests précédents la draft, il choisit finalement de retourner à Purdue.
Lors de sa troisième saison, dans une défaite 72-68 contre le Texas, Edwards inscrit 40 points, inscrivant 15 de ses 26 tentatives. Le 31 janvier 2019, Edwards bat le record de l'université, inscrivant 8 tirs à trois points, dans une victoire 99-90 en prolongation contre Penn State. 
Le 23 mars, lors du tournoi NCAA, Edwards inscrit 42 points, son record, dans une victoire 87-61 sur les champions en titre, Villanova. Contre le Tennessee, Edwards marque 29 points dans une victoire lors du Sweet Sixteen. Dans l’Elite Eight, Edwards réalise une belle performance contre la Virginie. Il réussit 10 de ses 19 tentatives à trois points, battant le record de l'université. Il finit par marquer 42 points, mais seulement deux points dans la prolongation que l'équipe adverse remporte.
Après la défaite, Edwards annonce son intention de renoncer à sa dernière saison d’admissibilité universitaire et de se déclarer pour la draft 2019 de la NBA.

## Carrière professionnelle

### Celtics de Boston (2019-2021)
Carsen Edwards est drafté au second tour, en 33e position, par les 76ers de Philadelphie puis directement transféré aux Celtics de Boston. Edwards joue pour les Celtics durant la NBA Summer League 2019 et obtient en moyenne 19,4 points, 3,8 rebonds et 1,4 passe décisive en 23,4 minutes en cinq matchs. Le 13 juillet 2019, après de bonnes prestations en Summer League, il signe pour les quatre saisons à venir avec les Celtics
Il réalise ses débuts le 23 octobre 2019, dans une défaite contre les 76ers, avec trois points et un rebond. Il est affecté durant sa première saison au Red Claws du Maine, en NBA Gatorade League, équipe mineure des Celtics, lui permettant d'inscrire 22,2 points en 34,3 minutes.

### Pistons de Detroit (2022)
En septembre 2021, il est transféré vers les Grizzlies de Memphis en compagnie de Kris Dunn et en échange de Juan Hernangómez Edwards est cependant libéré par les Grizzlies dans la foulée. Le 6 novembre, Il retrouve la G-League et les Stars de Salt Lake City, la franchise affiliée au Jazz d'Utah En 31 matchs, il marque 26,7 points à 46,4 % aux tirs, prend 2,7 rebonds et délivre 4,1 passes en 35,9 minutes de jeu faisant de lui le deuxième meilleur marqueur de la G-League. Le 3 avril 2022, il signe un contrat de deux ans avec les Pistons de Detroit Il prend part à son premier match avec les Pistons le jour même face aux Pacers d'Indiana (victoire de Detroit 121-117) marquant 13 points et délivrant 9 passes en 30 minutes de jeu.

### Fenerbahçe (2022-2023)
À l'été 2022, Edwards quitte les États-Unis et rejoint le champion de Turquie en titre, le Fenerbahçe. Il signe un contrat d'une saison avec le club d'Istanbul.

### Bayern Munich (depuis 2023)
En juillet 2023, il s'engage au Bayern Munich.

## Statistiques

### Universitaires
| Saison    | Équipe   | Matchs | Titul. | Min./m | % Tir | % 3pts | % LF | Rbds/m. | Pass/m. | Int/m. | Ctr/m. | Pts/m. |
| --------- | -------- | ------ | ------ | ------ | ----- | ------ | ---- | ------- | ------- | ------ | ------ | ------ |
| 2016-2017 | Purdue   | 35     | 21     | 23,2   | 38,2  | 34,0   | 74,3 | 2,6     | 1,8     | 1,0    | 0,1    | 10,3   |
| 2017-2018 | Purdue   | 37     | 37     | 29,5   | 45,8  | 40,6   | 82,4 | 3,8     | 2,8     | 1,1    | 0,2    | 18,5   |
| 2018-2019 | Purdue   | 36     | 36     | 35,4   | 39,3  | 35,5   | 83,7 | 3,6     | 2,9     | 1,3    | 0,3    | 24,3   |
| Carrière  | Carrière | 108    | 94     | 29,4   | 41,2  | 36,8   | 81,7 | 3,4     | 2,5     | 1,2    | 0,2    | 17,8   |

### NBA

#### Saison régulière
| Saison    | Équipe   | Matchs | Titul. | Min./m | % Tir | % 3pts | % LF | Rbds/m. | Pass/m. | Int/m. | Ctr/m. | Pts/m. |
| --------- | -------- | ------ | ------ | ------ | ----- | ------ | ---- | ------- | ------- | ------ | ------ | ------ |
| 2019-2020 | Boston   | 37     | 0      | 9,5    | 32,8  | 31,6   | 68,4 | 1,3     | 0,6     | 0,3    | 0,1    | 3,3    |
| Carrière  | Carrière | 37     | 0      | 9,5    | 32,8  | 31,6   | 68,4 | 1,3     | 0,6     | 0,3    | 0,1    | 3,3    |

#### Playoffs
| Saison   | Équipe   | Matchs | Titul. | Min./m | % Tir | % 3pts | % LF | Rbds/m. | Pass/m. | Int/m. | Ctr/m. | Pts/m. |
| -------- | -------- | ------ | ------ | ------ | ----- | ------ | ---- | ------- | ------- | ------ | ------ | ------ |
| 2020     | Boston   | 1      | 0      | 3,5    | -     | -      | -    | 1,0     | 0       | 0      | 0      | 0      |
| Carrière | Carrière | 1      | 0      | 3,5    | -     | -      | -    | 1,0     | 0       | 0      | 0      | 0      |

### NBA Gatorade League
| Saison    | Équipe   | Matchs | Titul. | Min./m | % Tir | % 3pts | % LF | Rbds/m. | Pass/m. | Int/m. | Ctr/m. | Pts/m. |
| --------- | -------- | ------ | ------ | ------ | ----- | ------ | ---- | ------- | ------- | ------ | ------ | ------ |
| 2019-2020 | Maine    | 13     | 9      | 34,3   | 43,3  | 28,0   | 74,2 | 5,2     | 3,2     | 1,8    | 0,1    | 22,2   |
| Carrière  | Carrière | 13     | 9      | 34,3   | 43,3  | 28,0   | 74,2 | 5,2     | 3,2     | 1,8    | 0,1    | 22,2   |

## Records sur une rencontre en NBA
Les records personnels de Carsen Edwards en NBA sont les suivants, :
| Type de statistique        | Saison régulière | Saison régulière        | Saison régulière | Playoffs | Playoffs           | Playoffs    |
| Type de statistique        | Record           | Adversaire              | Date             | Record   | Adversaire         | Date        |
| -------------------------- | ---------------- | ----------------------- | ---------------- | -------- | ------------------ | ----------- |
| Points                     | 18               | 2 fois                  | 2 fois           | 5        | @ Nets de Brooklyn | 25 mai 2021 |
| Paniers marqués            | 7                | 2 fois                  | 2 fois           | 2        | @ Nets de Brooklyn | 25 mai 2021 |
| Paniers tentés             | 15               | @ Pacers de l'Indiana   | 3 avril 2022     | 3        | @ Nets de Brooklyn | 25 mai 2021 |
| Paniers à 3 points réussis | 4                | Wizards de Washington   | 13 novembre 2019 | 1        | @ Nets de Brooklyn | 25 mai 2021 |
| Paniers à 3 points tentés  | 8                | @ Knicks de New York    | 16 mai 2021      | 2        | @ Nets de Brooklyn | 25 mai 2021 |
| Lancers francs réussis     | 3                | 3 fois                  | 3 fois           | -        | -                  | -           |
| Lancers francs tentés      | 4                | @ Knicks de New York    | 26 octobre 2019  | -        | -                  | -           |
| Rebonds offensifs          | 2                | Kings de Sacramento     | 25 novembre 2019 | -        | -                  | -           |
| Rebonds défensifs          | 4                | 6 fois                  | 6 fois           | 1        | 2 fois             | 2 fois      |
| Rebonds totaux             | 5                | Cavaliers de Cleveland  | 24 janvier 2021  | 1        | 2 fois             | 2 fois      |
| Passes décisives           | 9                | @ Pacers de l'Indiana   | 3 avril 2022     | -        | -                  | -           |
| Interceptions              | 2                | 4 fois                  | 4 fois           | -        | -                  | -           |
| Contres                    | 1                | 5 fois                  | 5 fois           | -        | -                  | -           |
| Balles perdues             | 3                | @ 76ers de Philadelphie | 10 avril 2022    | -        | -                  | -           |
| Minutes jouées             | 31               | @ Pacers de l'Indiana   | 3 avril 2022     | 4        | @ Nets de Brooklyn | 25 mai 2021 |

- Double-double : 0
- Triple-double : 0

Dernière mise à jour : 16 août 2022